# Сељани (Коњиц)
Сељани су насељено место у Босни и Херцеговини, у општини Коњиц, у Херцеговачко-неретванском кантону који административно припада Федерацији Босне и Херцеговине. Према попису становништва из 1991. у насељу је живјело 159 становника.

## Становништво
| Демографија | Демографија | Демографија |
| Година      | Становника  | Становника  |
| ----------- | ----------- | ----------- |
| 1991.       | 159         |             |